# 95 f.Kr.

## Händelser

### Efter plats

#### Romerska republiken
- Lucius Licinius Crassus och Quintus Mucius Scaevola Pontifex blir konsuler i Rom.

#### Seleukiderriket
- Filip I Filadelfos och Antiochos XI efterträder Seleukos VI som samregenter.

#### Irland
- En "fyrtio meters byggnad" byggs vid Emain Macha (nära nuvarande Armagh på Nordirland) men förstörs strax därefter, antagligen för rituella och ceremoniella syften.

#### Armenien
- Tigranes den store blir kung av Armenien.

## Födda
- Marcus Porcius Cato den yngre, romersk politiker.
- Clodia, dotter till Appius Claudius Pulcher och Caecilia Metella Balearica.